# Turmstraße (stacja metra)
Turmstraße – stacja metra w Berlinie, w dzielnicy Moabit, w okręgu administracyjnym Mitte, na linii U9 i docelowo na linii U5. Stacja została otwarta w 1961.